# Jacques Duvall

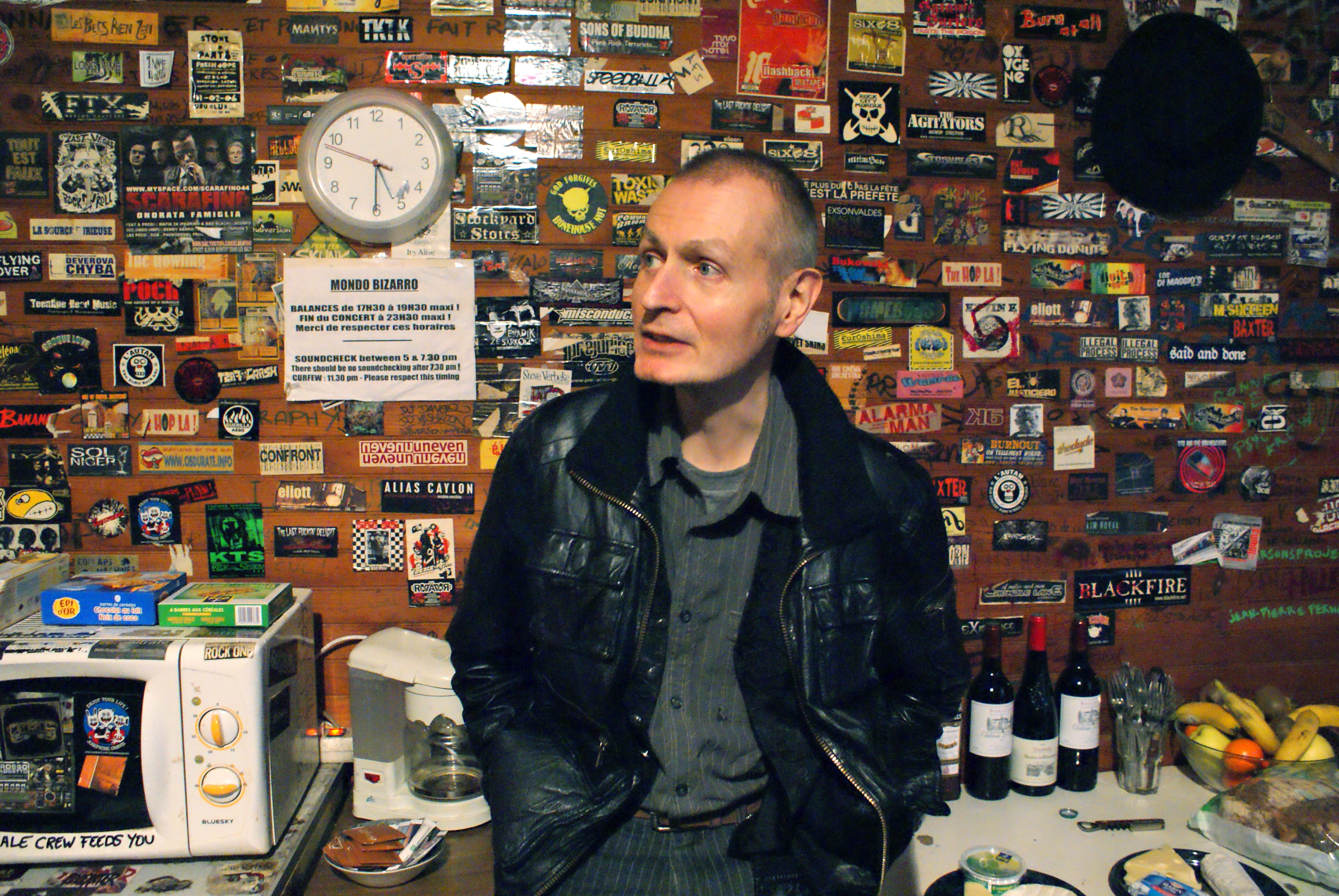
Jacques Duvall (2010)

Jacques Duvall (* 1. August 1952 in Schaerbeek/Schaarbeek, eigentlich Éric Verwilghen) ist ein belgischer Sänger und Liedtexter, der auch unter den Pseudonymen Hagen Dierks, Inger Asten und Phantom featuring Jacques Duvall arbeitet. 

## Werk

### Texter
Duvall schrieb Lieder für Jane Birkin, Alain Chamfort, Marie France, Marc Lavoin, Lio, Charline Rose und die Runways. Für Lio schrieb Duvall unter anderem Banana Split, das im Sommer 1979 Platz vier der französischen Hitparade erreichte. Wiederholt verfasste er französischsprachige Versionen bekannter internationaler Hits wie beispielsweise 
Une Seule Larme (As Tears Go By von Mick Jagger und Keith Richards) oder Je Te Hais (Ti Amo von Umberto Tozzi und Giancarlo Bigazzi).
2009 war Duvall Mitautor des belgischen Beitrags zum Eurovision Song Contest. Das Lied Copycat wurde von der Band Copycat mit dem Sänger Patrick Ouchène interpretiert. Die im Rock-’n’-Roll-Stil gehaltene Nummer erhielt im ersten Halbfinale allerdings nur einen Punkt und konnte sich damit nicht für die Endrunde qualifizieren.

### Sänger
Duvall veröffentlichte mehrere eigene Alben; zurzeit arbeitet er für das belgische Label Freaksville.

## Diskographie

### Alben
- 1983: Comme La Romaine
- 1990: Je Déçois...
- 1999: Confessions Et Plaisanteries 1981–1989
- 2006: Hantises (Phantom featuring Jacques Duvall)
- 2007: Pourquoi Pas Nous (mit Élisa Point)
- 2009: Le Cowboy Et La Callgirl
- 2011: Expert En Désespoir
- 2012: Contes de la libido ordinaire (Vitor Hublot featuring Jacques Duvall)

### Singles
- 1981: Noir Et Blanc - Passion (als Hagen Dierks)
- 1983: Je Te Hais
- 1984: N'importe Quoi Pour Le Fric!
- 1984: La Peau Douce
- 1985: Belle Et Rebelle
- 1988: Je Te Hais (Neuveröffentlichung)
- 1990: Je T'interdis De Vieillir
- 1991: La Peau Douce